# MFK Detva
MFK Detva là một câu lạc bộ bóng đá Slovakia đến từ Detva. Đội bóng thi đấu ở 3. liga (cấp độ 3).

## Màu sắc và huy hiệu
Màu sắc của đội bóng là trắng và xanh lá cây.

## Đội hình hiện tại
Tính đến ngày 1 tháng 5 năm 2018

Ghi chú: Quốc kỳ chỉ đội tuyển quốc gia được xác định rõ trong điều lệ tư cách FIFA. Các cầu thủ có thể giữ hơn một quốc tịch ngoài FIFA.
| Số | VT | Quốc gia | Cầu thủ                  |
| -- | -- | -------- | ------------------------ |
| —  | TM | Serbia   | Mijat Trifunović         |
| —  | TM | Serbia   | Milan Panić              |
| —  | TM | Slovakia | Jaroslav Kučera          |
| —  | TM | Slovakia | Mário Michálik           |
| —  | HV | Slovakia | Andrej Michálik          |
| —  | HV | Slovakia | Tomáš Škopík             |
| —  | HV | Slovakia | Martin Jablonský         |
| —  | HV | Slovakia | Martin Melich            |
| —  | HV | Slovakia | Jozef Paučo              |
| —  | HV | Slovakia | Róbert Dianiška          |
| —  | HV | Serbia   | Lazar Janković           |
| —  | HV | Slovakia | Matúš Krahulec (đội trẻ) |
| —  | HV | Slovakia | Lukáš Krahulec (đội trẻ) |
| —  | HV | Slovakia | Marek Jedlička (đội trẻ) |
| —  | HV | Slovakia | Jozef Sekereš            |
| —  | HV | Bulgaria | Bozhidar Krstich         |

| Số | VT | Quốc gia | Cầu thủ                                     |
| -- | -- | -------- | ------------------------------------------- |
| —  | TV | Slovakia | Ján Melich                                  |
| —  | TV | Slovakia | Jozef Šulek                                 |
| —  | TV | Slovakia | Radovan Rapčan (đội trưởng)                 |
| —  | TV | Slovakia | Zdenko Kamas (on loan at TJ Slovan Dudince) |
| —  | TV | Serbia   | Igor Pejčić                                 |
| —  | TV | Slovakia | Patrik Záň (on loan at TJ Spartak Hriňová)  |
| —  | TV | Slovakia | Martin Berkeš (đội trẻ)                     |
| —  | TV | Ukraina  | Valentin Suslov                             |
| —  | TV | Slovakia | Miroslav Tužinský                           |
| —  | TV | Serbia   | Aleksa Plečas                               |
| —  | TV | Serbia   | Marko Junjuz                                |
| —  | TV | Slovakia | Kevin Urban (đội trẻ)                       |
| —  | TĐ | Slovakia | Martin Karásek (cho mượn đến FTC Fiľakovo)  |
| —  | TĐ | Slovakia | Zoltán Hronský (đội trẻ)                    |
| —  | TĐ | Slovakia | Dominik Nemeth                              |
| —  | TĐ | Slovakia | Martin Kalný                                |
| —  | TĐ | Serbia   | Danijel Čeprnja                             |